# Șipca (Grigoriopol)
Şipca (in russo Шипка?) è una città della Moldavia controllato dalla autoproclamata repubblica di Transnistria. È compreso nel distretto di Grigoriopol.

## Località
Il comune è formato dall'insieme delle seguenti località:
- Şipca (Шипка)
- Vesioloe (Весёлое)